# Jebel Zagora
Jebel Zagora är ett berg i Marocko.   Det ligger i regionen Drâa-Tafilalet, 400 km söder om huvudstaden Rabat. 